# Osînivka, Berezivka
Osînivka (în ucraineană Осинівка) este un sat în comuna Șîreaieve din raionul Berezivka, regiunea Odesa, Ucraina.

## Demografie
Componența lingvistică a localității Osînivka
     Ucraineană (96,16%)
     Română (2,74%)
     Alte limbi (0,37%)
Conform recensământului din 2001, majoritatea populației localității Osînivka era vorbitoare de ucraineană (96,16%), existând în minoritate și vorbitori de română (2,74%).